# Szegedi Tudományegyetem
A Szegedi Tudományegyetem (röviden: SZTE) – Universitas Scientiarum Szegediensis / University of Szeged – Magyarországon, Szeged városában működő felsőoktatási intézmény. A korábbi szegedi József Attila Tudományegyetem (JATE), a Szent-Györgyi Albert Orvostudományi Egyetem (SZOTE), a Szegedi Élelmiszeripari Főiskola (SZÉF), a Juhász Gyula Tanárképző Főiskola (JGYTF), a Liszt Ferenc Zeneművészeti Főiskola Szegedi Konzervatóriuma és a Hódmezővásárhelyen működő Mezőgazdasági Főiskola összevonásával alakult meg 2000. január 1-jén. A Szegedi Tudományegyetem szenátusának 2007. júliusi határozata értelmében jogelődje az 1581. május 12-én Báthory István által alapított kolozsvári katolikus egyetem.
Az SZTE világszerte legismertebb kutatója Szent-Györgyi Albert, aki a biológiai égés folyamatával kapcsolatos felfedezéseiért, különösen a C-vitaminnal és fumársav katalizátorral végzett kutatómunkája elismeréseképpen 1937-ben nyerte el a Nobel-díjat. 2020-ban a Dékáni Kollégiuma döntése értelmében a Szegedi Tudományegyetem egy állandó jelzőt kap: „Szent-Györgyi Albert egyeteme”.
Az SZTE korábbi hallgatói közül világhírű lett a Nobel-díjas (2023) Karikó Katalin kutatóbiológus, biokémikus, a szintetikus mRNS alapú vakcinák technológiájának szabadalmaztatója. A Covid19-pandémia kezelésében kulcsszerepű tudóst díszdoktori címmel tüntette ki alma matere 2021-ben.
A HVG 2021-es felsőoktatási rangsora szerint a Szegedi Tudományegyetem a 2. legjobb egyetem Magyarországon.

## Az egyetem címere
A címerpajzs álló, hegyestalpú pajzs, felső részében Klebelsberg Kuno címeréből átvett aranyozott griff helyezkedik el, az aranyozott fáklya a tudományokra utal. A kapubástya Kolozsvár címeréből került a jelképbe utalva arra, hogy a Szegedi Tudományegyetem a kolozsvári egyetem jogutóda. A körirat „Universitas Scientiarum Szegediensis”. (SzMSz 1.7.) 

## Története

### A Báthory-egyetem (1581–1605)
Az egyetem története a szenátus döntése alapján 1581-ig nyúlik vissza, Báthory István (1571–1586) erdélyi fejedelem, lengyel király és litván nagyherceg 1581. május 12-én Vilniusban kiadott alapítólevelében kétkarú – bölcsészet és hittudományi fakultással rendelkező – katolikus egyetem felállításáról intézkedett a jezsuiták 1579-ben létesített kolozsvári kollégiuma keretei között. Az akadémia 1585-től a bölcsészet terén egyetemi szintű képzést biztosított, de beindult a magas fokú teológiai oktatás is. 1598-tól már tanszéki keretek között folyt az oktatás, amit egy a korában igen kiemelkedő könyvtár is segített. Ebben az időben magyar nyelvterületen ez az akadémia volt az egyetlen felsőfokú iskola, az intézmény megkapta az egyetemi tudományos fokozatok adományozásának a jogát. Ezt a kollégiumot a szegedi egyetem jogelődjének tekinti.

### A kolozsvári jezsuita akadémia (1698–1773)
A török kiűzése után 1698-ban Habsburg támogatással újra megnyílt a kolozsvári akadémia. Mária Terézia királynő 1753-ban a kolozsvári jezsuita akadémiát birodalmi egyetemnek ismerte el, és engedélyezte számára az universitas cím használatát.

### A négykarú egyetem kísérlete (1774–1784)
A négy egyetemi kar, mely az újkorban az egyetemi oktatás teljességét jelentette, Mária Terézia idejétől működött, számuk állami kezdeményezésre bővült. A Filozófiai (Bölcsészeti) Kar és a Teológiai (Hittudományi) Kar mellett 1774-ben Jogi Kar létesült, 1775-ben pedig beindult az első orvosi tanszék tevékenysége is, amely az Orvosi Kar alapját jelentette. Az 1777-es Ratio Educationis nyomán azonban a kolozsvári egyetem fejlesztése leállt. Az egyetemet 1784-ben II. József akadémiai líceummá minősítette vissza.

### A kolozsvári Tudományegyetem (1872–1919)
1872-ben alapították meg a Kolozsvári Tudományegyetemet, vagyis az intézmény visszanyerte egyetemi státusát. A kor európai mintáját követve ismét négy kar szerinti fölépítésű lett az intézmény: bölcsészet-, nyelv- és történettudományi; jog- és államtudományi; matematikai- és természettudományi, valamint orvostudományi fakultás jött létre. 1872. november 11-én megkezdődött a tanítás az Osztrák-Magyar Monarchia második egyetemén, s ennek emlékére tartják ma is e napon az Egyetem Napját. Az egyetem látogatottsága a 20. század elején körülbelül Torino, Lyon és Bordeaux egyetemeinek hallgatói létszámával feleltethető meg.
A kolozsvári egyetem 1881-ben vette föl Ferenc József nevét. Alapító oklevelét 1897-ben kapta meg, regionális oktatási központból országos kisugárzású intézménnyé vált. A Ferenc József Tudományegyetem történetében az első világháború hozott tragikus fordulatot. Kolozsvár 1918 decemberében román katonai megszállás alá került. 1919. május 12-én a román katonaság elfoglalta az egyetemet is, majd a rektori hivatal élére a román tanszék professzorát nevezték ki. A cél a kolozsvári román egyetem megszervezése volt, amely 1920-ra állt fel.

### A kolozsvári egyetem Szegeden (1921–1940)
1921-ben a Ferenc József Tudományegyetem Szegedre költözött. 1921. október 9-én nyitották meg az első szegedi tanévet. Mindez jogilag a kolozsvári egyetem keretein belül történt, mivel nem új egyetemalapításról volt szó. Az egyetem szervezeti fölépítésében sem következett be változás, négy karral működött tovább. Az egyetem központi épülete a Dugonics téren eredetileg reáliskola volt, majd a szegedi ítélőtábla kapta meg az épületet. Trianon után a Kolozsvárról menekített egyetem lelt benne otthonra. Klebelsberg Kuno kultuszminisztersége alatt (1922–1931) kiemelkedő fejlesztésekhez jutott az egyetem. Ez idő alatt épültek föl (1926–1929 között) a Tisza-parti klinikák, valamint a Dóm téren álló épületegyüttes. Itt a tudományok, a katolikus egyház és a város kapcsolatát építészetileg is kifejező módon találtak otthonra a különböző kutatóintézetek és az egyházi oktatás.

### A Horthy Miklós Tudományegyetem (1940–1944)
1940-ben az egyetem egy parlamenti határozat értelmében kettévált: a Ferenc József Tudományegyetem egy része visszaköltözött korábbi székhelyére, Kolozsvárra. A Szegeden maradt nagyobb intézményrészből jogilag új egyetem, a Horthy Miklós Tudományegyetem létesült. Első rektora Szent-Györgyi Albert Nobel-díjas tudós lett.

### A szegedi egyetemek (1945–1999)
A szovjet csapatok 1944. október 11-én foglalták el Szegedet. Az egyetem nevéből töröltették Horthy Miklós nevét, így az intézmény 1945-ben a Szegedi Tudományegyetem nevet vette föl. 1951-ben az Orvosi Egyetem különvált az anyaintézménytől. A másik három kar Szegedi Tudományegyetem néven működött tovább. A szocialista diktatúra évtizedeiben megszűnt az egyetemi autonómia, a tanszabadság elsorvadt. Ezt a diktatúrát elutasított a szegedi egyetemi ifjúság: 1956. október 16-án létrehozta saját, párttól független szervezetét, a Magyar Egyetemisták és Főiskolások Szövetségét (MEFESZ). A szegedi egyetemisták követeléseiket pontokba foglalták, amelyek eljutottak az ország különböző egyetemeire, ezt követően pattant ki az 1956-os forradalom szikrája.
1962-ben az egyetemet József Attila után (JATE), 1987-ben az orvosegyetemet pedig Szent-Györgyi Albertről nevezték el.

### A Szegedi Tudományegyetem (2000–)
2000–ben Szegedi Tudományegyetem néven egyesítették a szegedi és hódmezővásárhelyi felsőoktatási intézményeket: József Attila Tudományegyetem (JATE), Szent-Györgyi Albert Orvostudományi Egyetem (SZOTE), Juhász Gyula Tanárképző Főiskola (JGYTF), Szegedi Élelmiszeripari Főiskola (SZÉF), a Liszt Ferenc Zeneművészeti Főiskola Szegedi Konzervatóriuma, a Hódmezővásárhelyen működő Mezőgazdasági Főiskola. Az integráció útján létrejött Szegedi Tudományegyetemnek napjainkban 12 kara van: az Állam- és Jogtudományi, a Szent-Györgyi Albert Orvostudományi, a Bölcsészet- és Társadalomtudományi, az Egészségtudományi és Szociális Képzési, a Fogorvostudományi, a Gazdaságtudományi, a Gyógyszerésztudományi, a Juhász Gyula Pedagógusképző, a Mérnöki, a Mezőgazdasági, a Természettudományi és Informatikai, valamint a Bartók Béla Művészeti Kar. 2021. augusztus 1-je óta a Szegedi Tudományegyetem közfeladatot ellátó, úgynevezett „közérdekű vagyonkezelő alapítvány által fenntartott” felsőoktatási intézmény.
2021–2022-ben „Centenáriumi Ünnepségsorozatot” tartottak az egyetem alapításának 440., Szegedre kerülésének 100. és Szent-Györgyi Albert Nobel-díja átadásának 85. évfordulója alkalmából. Ennek keretében számos rendezvényt tartottak, emlékérmet bocsátottak ki, valamint meghirdették a „Szent-Györgyi Albert drámapályázatot”, amelyre műfaji megkötés nélkül olyan eredeti művekkel lehetett pályázni, melyek Szent-Györgyi Albert életének, szegedi tartózkodásának, tevékenységének állítanak emléket, megjelenítik az egyetem korabeli társadalmi környezetét, és korhűen ábrázolják Klebelsberg Kuno egyetemalapító szerepét és kapcsolatát Szent-Györgyi Alberttel. A pályázatra beérkezett több mint 30 pályamunkából a három nyertes művet 3, 1,5, és 1 millió forinttal díjazták (Nizalowski Attila: Magyar Zsoltár, Karánsebessy Balázs: A renegát, B. Pap Endre: Szabad gyökök) valamint kötetben is megjelentették.

### Az egyetem nevének változásai

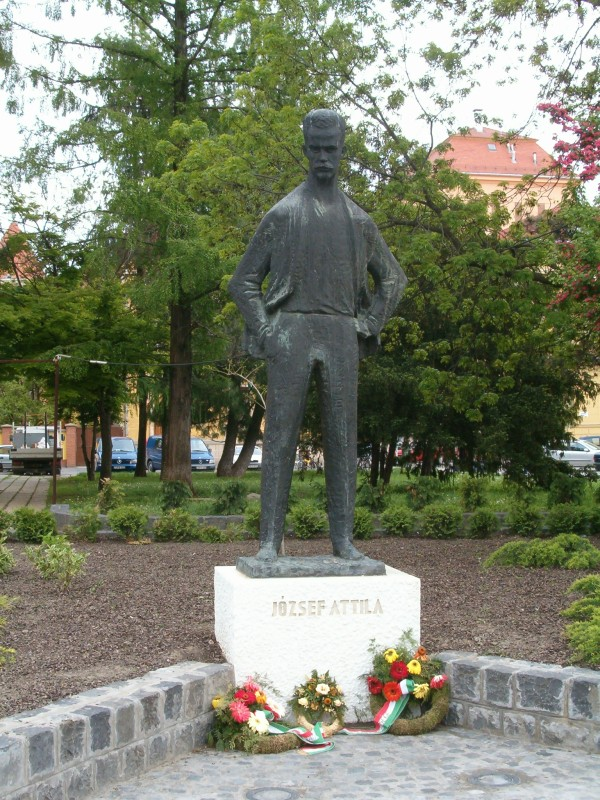
József Attila szobra az Egyetem mellett

|   | név                                                     | székhely  | időszak   |
| - | ------------------------------------------------------- | --------- | --------- |
| 1 | Kolozsvári Tudományegyetem                              | Kolozsvár | 1872–1881 |
| 2 | Kolozsvári Magyar Királyi Ferenc József Tudományegyetem | Kolozsvár | 1881–1919 |
| 3 | Ferenc József Tudományegyetem                           | Budapest  | 1919–1921 |
| 4 | Ferenc József Tudományegyetem                           | Szeged    | 1921–1940 |
| 5 | Magyar Királyi Ferenc József Tudományegyetem            | Kolozsvár | 1940–1945 |
| 6 | Horthy Miklós Tudományegyetem                           | Szeged    | 1940–1945 |
| 7 | Szegedi Tudományegyetem                                 | Szeged    | 1945–1962 |
| 8 | József Attila Tudományegyetem                           | Szeged    | 1962–1999 |
| 9 | Szegedi Tudományegyetem                                 | Szeged    | 2000–     |

## A világ egyetemeinek és a magyarországi egyetemek rangsorában
Az SZTE a világ legjobb 200 egyeteme közé került a Times Higher Education Emerging Economies 2021. évi rangsorában. Az SZTE a Quacquarelli Symonds (QS) 2021-ben nyilvánosságra hozott felsőoktatási intézményeket rangsoroló listája szerint Magyarország legjobb egyeteme, a világrangsorban pedig az 551-560. helyen áll. A szegedi egyetem a hazai felsőoktatási intézmények közül elsőként szerepelt a UI GreenMetric Ranking of World Universities toplistáján, a világrangsorban jelenleg a 74. legzöldebb felsőoktatási intézmény. Már több mint egy évtizede szerepel a sanghaji Jiao Tong Egyetem által évente elkészített felsőoktatási toplistán: az Academic Ranking of World Universities 2021 ranglistán az utóbbi évekhez hasonlóan a 601-700. helyre rangsorolták. Ezzel az eredménnyel az SZTE Magyarországon holtversenyben az első. A felsőoktatási intézmények magyarországi rangsorában az ELTE után a második legnépszerűbb az SZTE, a 2020-as felvételin több mint 6400 hallgató kezdhette meg tanulmányait a Szegedi Tudományegyetemen.

|                                        | 2013    | 2014    | 2015    | 2016    | 2017    | 2018    | 2019    | 2020     | 2021     | 2022     | 2023      |
| -------------------------------------- | ------- | ------- | ------- | ------- | ------- | ------- | ------- | -------- | -------- | -------- | --------- |
| Academic Ranking of World Universities |         |         |         |         |         | 501-600 | 601-700 | 601-700  | 601-700  | 701-800  |           |
| Center for World University Rankings   |         | 712     | 731     | 708     | 762     | 758     | 692     | 667      | 678      | 679      |           |
| HVG                                    |         |         |         |         |         |         | 2       | 2        |          | 3        | 2         |
| QS                                     | 501-550 | 501-550 | 551-600 | 501-550 | 501-550 | 501-550 | 470     | 501-510  | 501-510  | 551-560  | 551-560   |
| Times Higher Education                 |         |         |         | 601-800 | 601-800 | 601-800 | 601-800 | 801-1000 | 801-1000 | 801-1000 | 1001-1200 |

Az SZTE stratégiai kapcsolatot épít ki a K+F+I terület ipari szereplőivel, a szegedi lézerközponttal, az ELI-ALPS-szal. Tagja a EUGLOH (European University Alliance for Global Health) projektnek, részt vesz az Európai Egyetemi Szövetség ben és az SGroup Nemzetközi Egyetemi Hálózatban.

## Az egyetem számokban
A 2018–19-es tanévre vonatkozóan:
- 344 egyetemi épület,
- 962 oktatási helyiség,
- 3900 kollégiumi férőhely.

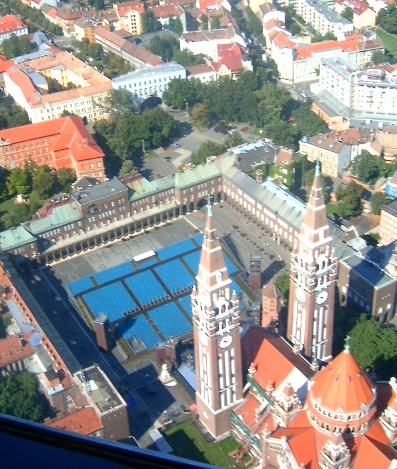
A Dóm tér madártávlatból, a Szabadtéri Játékok színhelye

- 40 benyújtott és megadott szabadalom, 17 know-how
- 100-nál több aktív ipari partner,
- 22 000 egyetemi és főiskolai hallgató (53% alapképzés, 27% osztatlan képzés, 10% mesterképzés)
- 4000 külföldi diák,
- 68 egyetemi szak,
- 66 főiskolai szak,
- 60 teljes idejű nemzetközi képzés,
- 27 szakirányú továbbképzés, ill. kiegészítő képzés [össz.hallgatói létszám 3%-a,
- 8 akkreditált iskolarendszerű felsőfokú szakképzés [össz.hallgatói létszám 3%-a,
- 19 doktori iskola [össz.hallgatói létszám 4%-a],
- 115 PhD program,
- 16 MTA által támogatott, 25 további kutatócsoport.
- 8000 munkavállaló, ebből
- 2200 fő oktató, kutató, akik közül
  - 14 akadémikus,
  - 114 akadémiai doktor és
  - 745 PhD fokozattal rendelkezik,
- 12 kar.
- Klinikai ellátás: 
  - 2,5 milliós járóbeteg-forgalom,
  - 80 000 fekvőbeteg,
  - 1800 betegágy,
  - 12 millió beavatkozás évente.

## Egységek, karok, szakok
| #  | Kar                                        | Kar   | Cím                                    | Cím          | Weboldal                                                                                 |
| -- | ------------------------------------------ | ----- | -------------------------------------- | ------------ | ---------------------------------------------------------------------------------------- |
| 1  | Állam- és Jogtudományi Kar                 | ÁJTK  | 6720 Szeged, Tisza Lajos krt. 54.      | (62) 544-197 | www.juris.u-szeged.hu                                                                    |
| 2  | Bartók Béla Művészeti Kar                  | BBMK  | 6722 Szeged, Tisza Lajos krt. 79-81.   | (62) 544-605 | www.music.u-szeged.hu                                                                    |
| 3  | Bölcsészet- és Társadalomtudományi Kar     | BTK   | 6722 Szeged, Egyetem u. 2.             | (62) 544-360 | www.arts.u-szeged.hu                                                                     |
| 4  | Egészségtudományi és Szociális Képzési Kar | ETSZK | 6726 Szeged, Temesvári krt. 31.        | (62) 544-947 | www.etszk.u-szeged.hu                                                                    |
| 5  | Fogorvostudományi Kar                      | FOK   | 6720 Szeged, Tisza L. krt. 64.         | (62) 545-299 | www.szote.u-szeged.hu/stoma Archiválva 2007. november 9-i dátummal a Wayback Machine-ben |
| 6  | Gazdaságtudományi Kar                      | GTK   | 6722 Szeged, Kálvária sgt. 1.          | (62) 544-499 | www.eco.u-szeged.hu                                                                      |
| 7  | Gyógyszerésztudományi Kar                  | GYTK  | 6720 Szeged, Zrínyi u. 9.              | (62) 545-022 | www.pharm.u-szeged.hu                                                                    |
| 8  | Juhász Gyula Pedagógusképző Kar            | JGYPK | 6725 Szeged, Boldogasszony sgt. 6.     | (62) 546-050 | www.jgypk.u-szeged.hu                                                                    |
| 9  | Mérnöki Kar                                | MK    | 6724 Szeged, Mars tér 7.               | (62) 546-000 | www.mk.u-szeged.hu                                                                       |
| 10 | Mezőgazdasági Kar                          | MGK   | 6800 Hódmezővásárhely, Andrássy út 15. | (62) 532-990 | www.mgk.u-szeged.hu                                                                      |
| 11 | Szent-Györgyi Albert Orvostudományi Kar    | SZAOK | 6725 Szeged, Tisza Lajos krt. 109.     | (62) 545-015 | www.szote.u-szeged.hu/AOK                                                                |
| 12 | Természettudományi és Informatikai Kar     | TTIK  | 6720 Szeged, Aradi vértanúk tere 1.    | (62) 544-168 | www.sci.u-szeged.hu                                                                      |

## Publikációk –Acta Universitatis Szegediensis

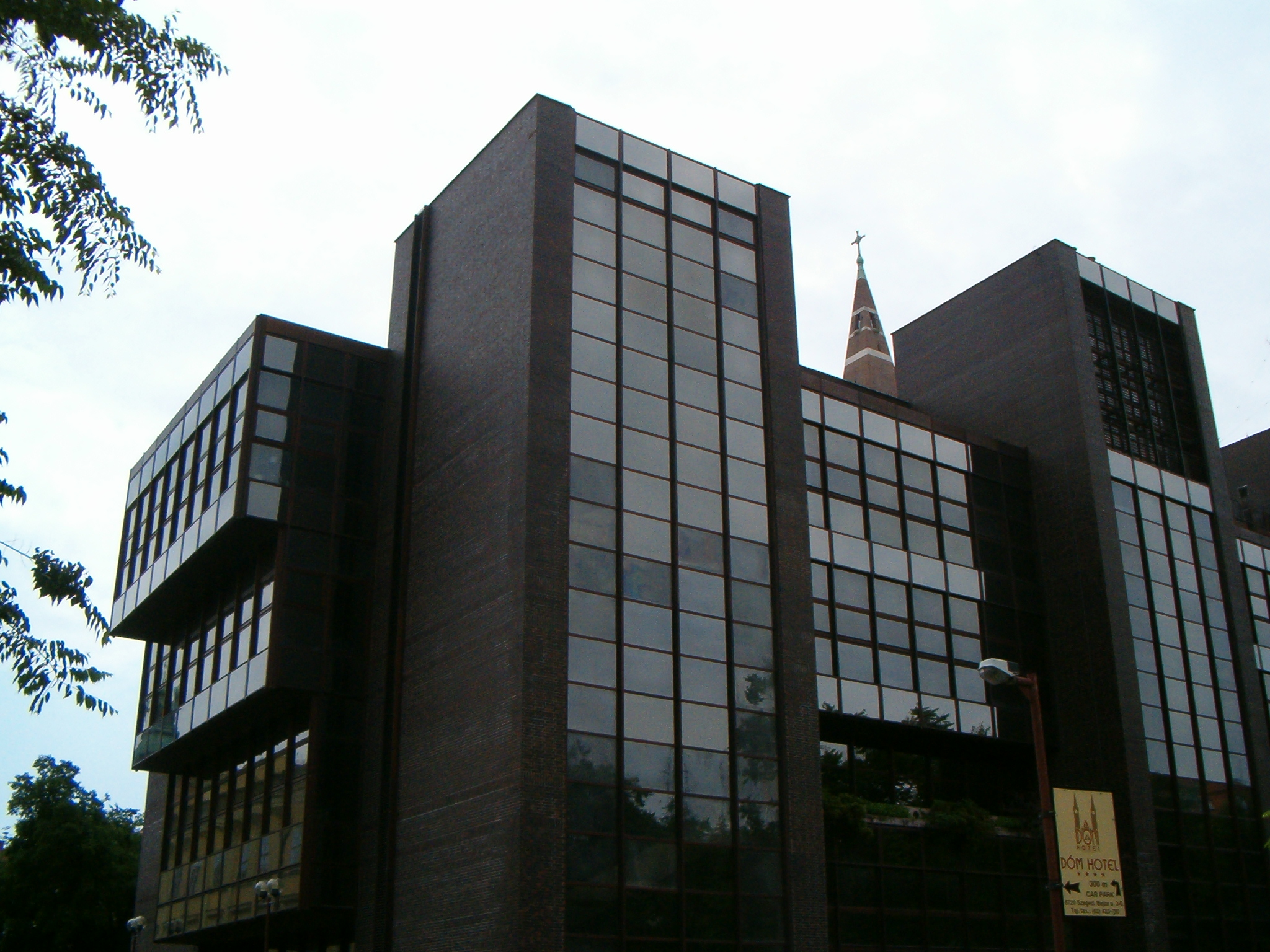
A városi Somogyi-könyvtár és a Csongrád Megyei Levéltár épülete

- Acta Biologica Szegediensis Archiválva 2005. április 8-i dátummal a Wayback Machine-ben online elérhető számok: 1928–1999, 2000-
- Acta Climatologica Et Chorologica Archiválva 2005. május 25-i dátummal a Wayback Machine-ben online elérhető számok: 1959–1999
- Acta Cybernetica online elérhető számok: 1969-
- Acta Juridica et Politica online elérhető számok: 1956-
- Acta Scientiarum Mathematicarum online elérhető számok: 1941-
- Analysis Mathematica
- Electronic Journal of Qualitative Theory of Differential Equations
- Tiscia an Ecological Journal online elérhető számok: 1965-
- Acta Historica online elérhető számok: 1957-
- ACTA Mineralogica-Petrographica Archiválva 2016. március 25-i dátummal a Wayback Machine-ben online elérhető számok: 1943-

## A Szegedi Tudományegyetemhez köthető személyek
Az egyetem 42 professzorral nyitotta meg kapuit. Az utolsó néhány év kivételével első fél évszázadát Kolozsvárott működő intézménynek összesen 160 professzora volt. Néhányan a jelesebbek közül:
| Cholnoky Jenő    | földrajz         |
| Concha Győző     | politika         |
| Csekey István    | közjog           |
| Fejér Lipót      | matematika       |
| Finkey Ferenc    | büntetőjog       |
| Gombocz Zoltán   | nyelvészet       |
| Győrffy István   | növénytan        |
| Hőgyes Endre     | gyógyszertan     |
| Kolosváry Sándor | magánjog         |
| Nagy Ernő        | közjog           |
| Somló Bódog      | jogfilozófia     |
| Szinnyei József  | irodalomtörténet |

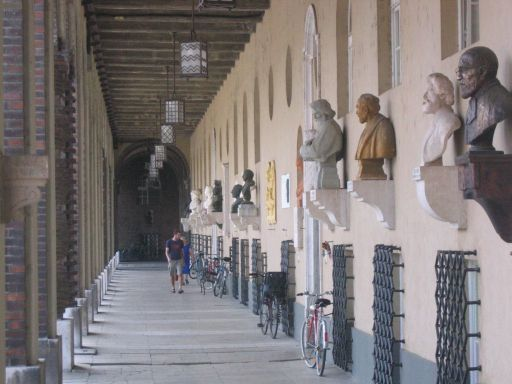
Pantheon a Dóm téren (102 szobor)

Bár az egyetem fejlődését a nehéz gazdasági körülmények sok tekintetben hátráltatták, mégis kétségtelen az egyetem működésének számos pozitív eredménye. Ebben különösen azoknak a kiemelkedő tudományos munkásságot kifejtett professzoroknak volt nagy szerepük, akik ebben az időben az egyetemen működtek.
Ilyenek voltak a Jogtudományi Karon
| Buza László   | nemzetközi jog    |
| Horváth Barna | jogszociológia    |
| Ereky István  | közigazgatási jog |
| Nagy Ferenc   | büntetőjog        |
| Polner Ödön   | közjog            |

az Orvostudományi Karon
| Baló József          | kórbonctan          |
| id. Issekutz Béla    | gyógyszertan        |
| id. Jancsó Miklós    | belgyógyászat       |
| Karády István        | kórélettan          |
| Miskolczy Dezső      | ideg- és elmekórtan |
| Petri Gábor          | sebészet            |
| Rusznyák István      | belgyógyászat       |
| Szent-Györgyi Albert | orvosvegytan        |

a Bölcsésztudományi Karon
| Bartók György             | filozófia               |
| Bognár Cecil Pál          | pszichológia            |
| Csengery János            | klasszika-filológia     |
| Halász Előd               | német nyelv és irodalom |
| Imre Sándor               | pedagógia               |
| Márki Sándor              | középkori történet      |
| Marót Károly              | klasszika-filológia     |
| Schneller István          | pedagógia               |
| Sík Sándor                | magyar irodalomtörténet |
| Várkonyi Hildebrand Dezső | pedagógia, pszichológia |

a Természettudományi Karon
| Apáthy István   | állattan         |
| Bay Zoltán      | fizika           |
| Budó Ágoston    | fizika           |
| Haar Alfréd     | matematika       |
| Jakucs László   | földrajztudomány |
| Kerékjártó Béla | geometria        |
| Kiss Árpád      | kémia            |
| Ortvay Rudolf   | fizika           |
| Riesz Frigyes   | matematika       |

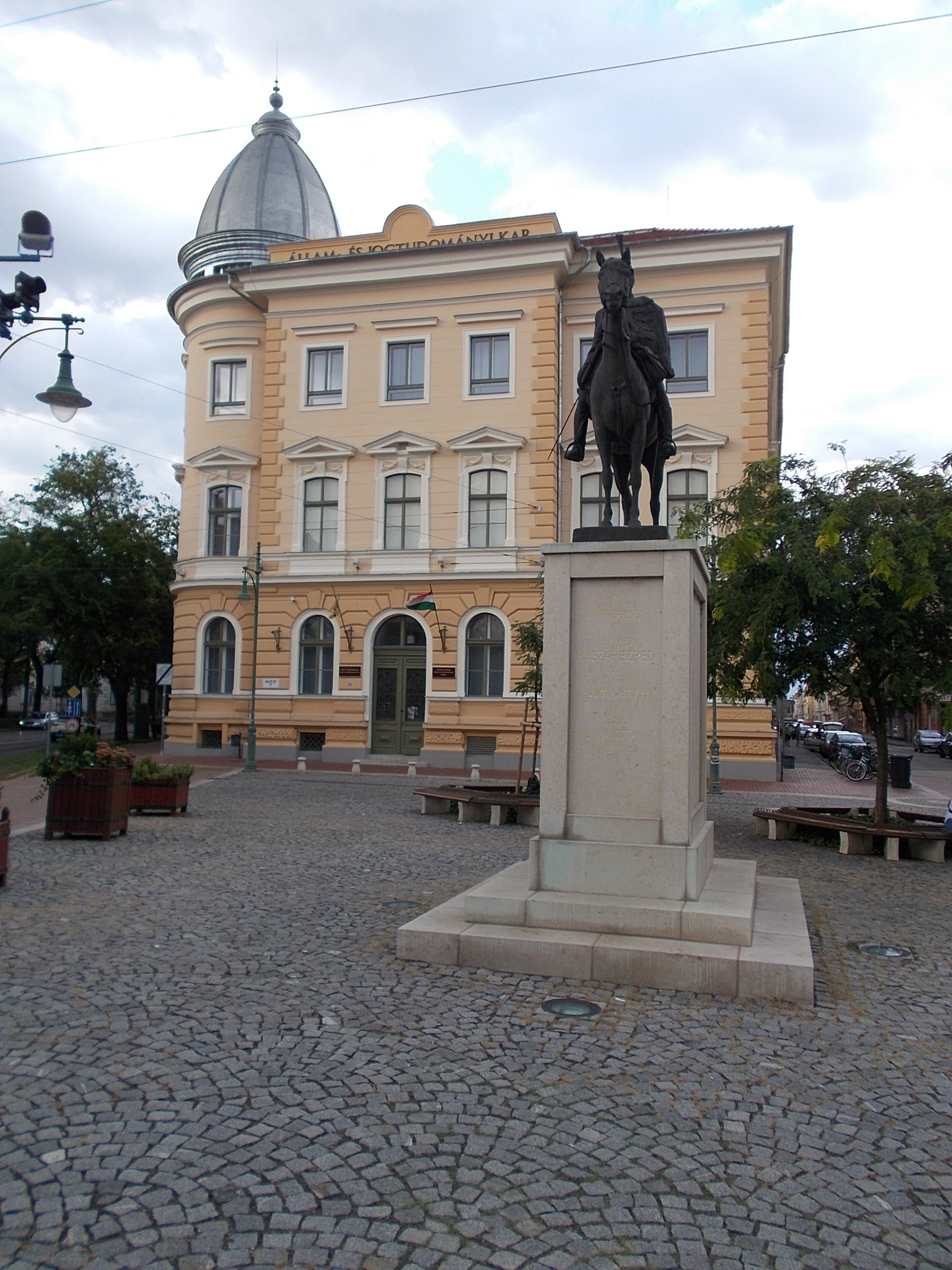
Az Állam- és Jogtudományi Kar

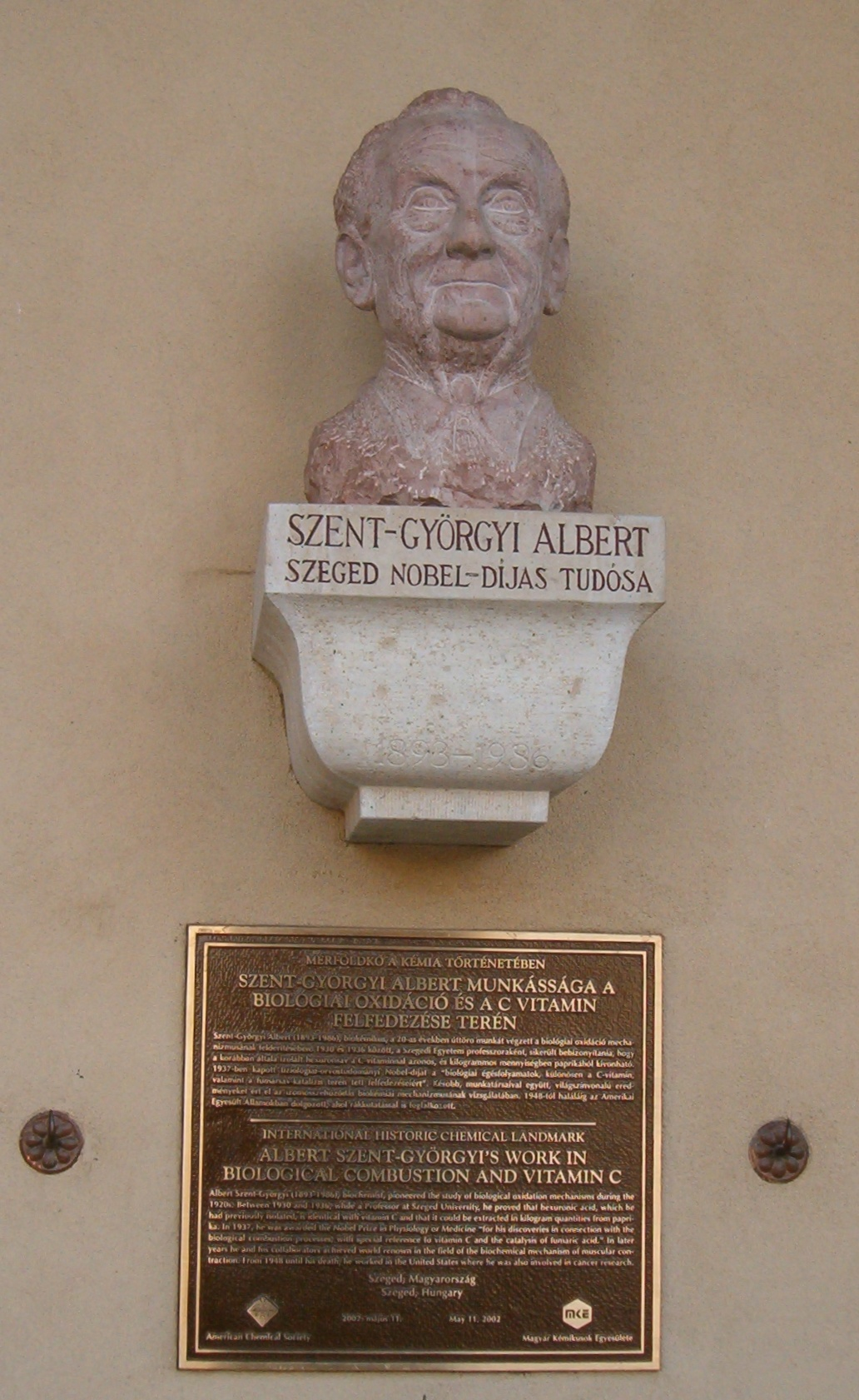
Szent-Györgyi Albert, Szeged Nobel-díjas tudósa (Kalmár Márton alkotása)

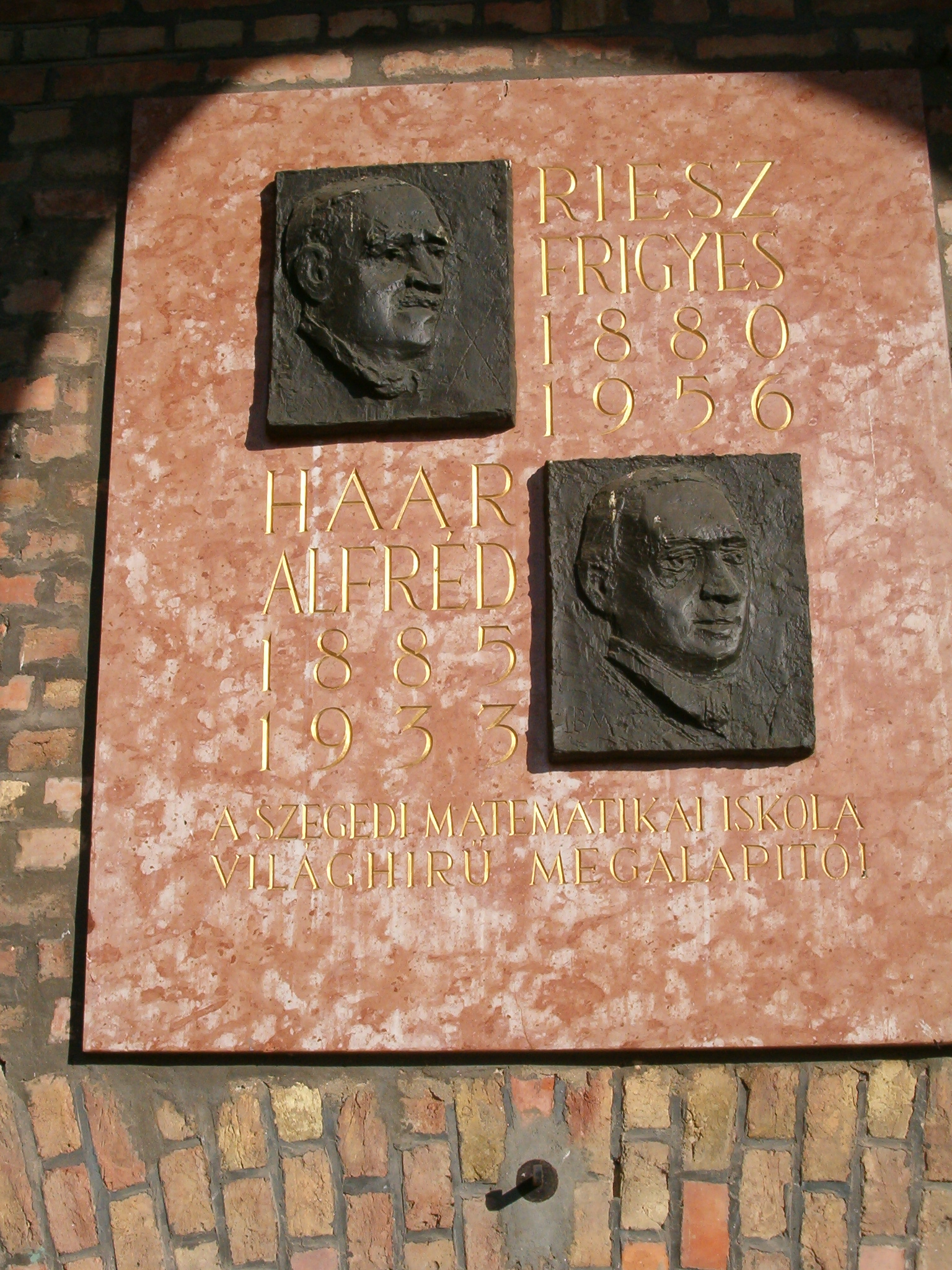
Haar Alfréd, Riesz Frigyes a szegedi matematikai iskola világhírű megalapítói (Borsos Miklós alkotása)

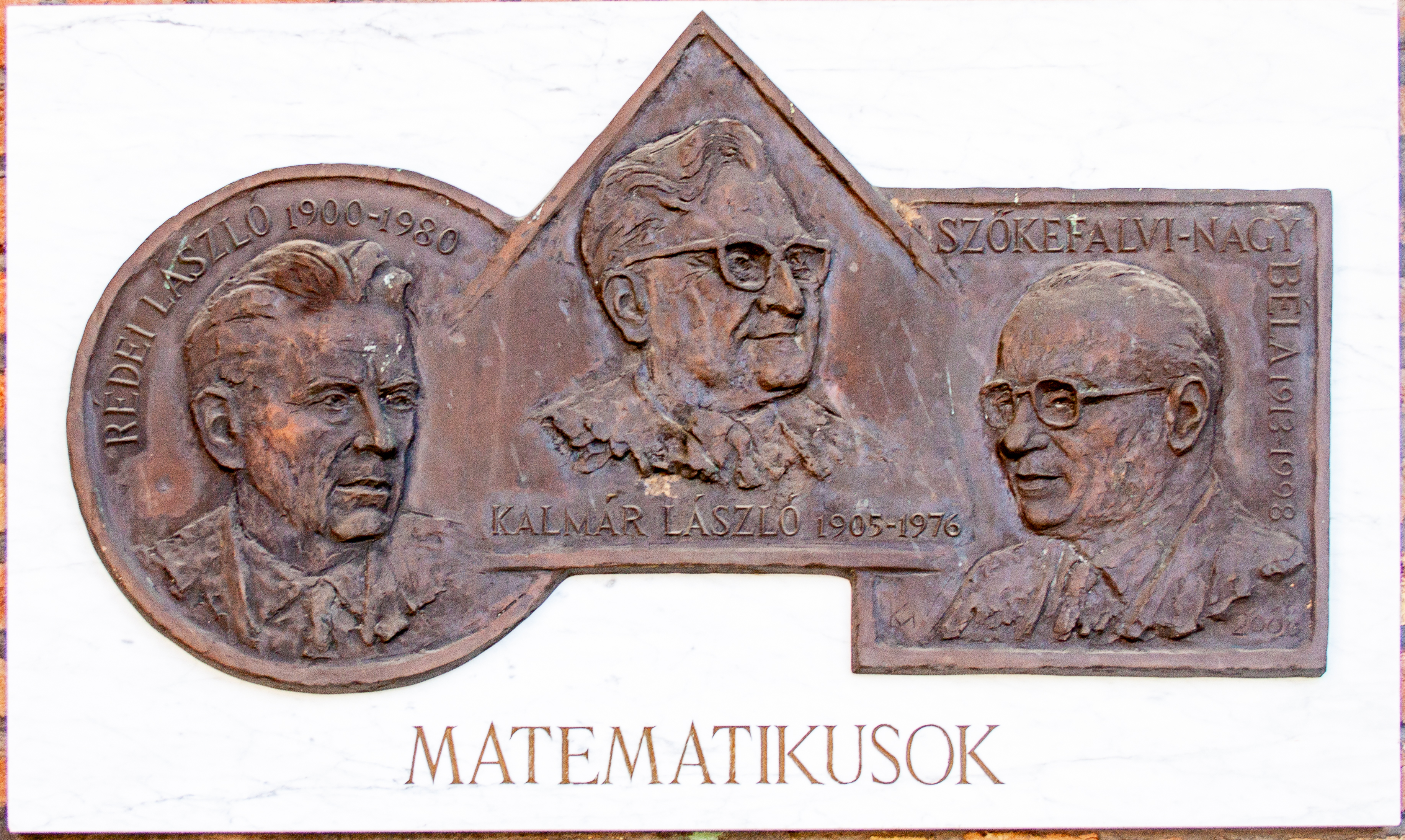
Rédei László, Kalmár László, Szőkefalvi-Nagy Béla emléktáblája a Pantheon falán (Kalmár Márton alkotása)

Az eredmények elérésében számos professzornak volt kiemelkedő érdeme. Ilyenek voltak:

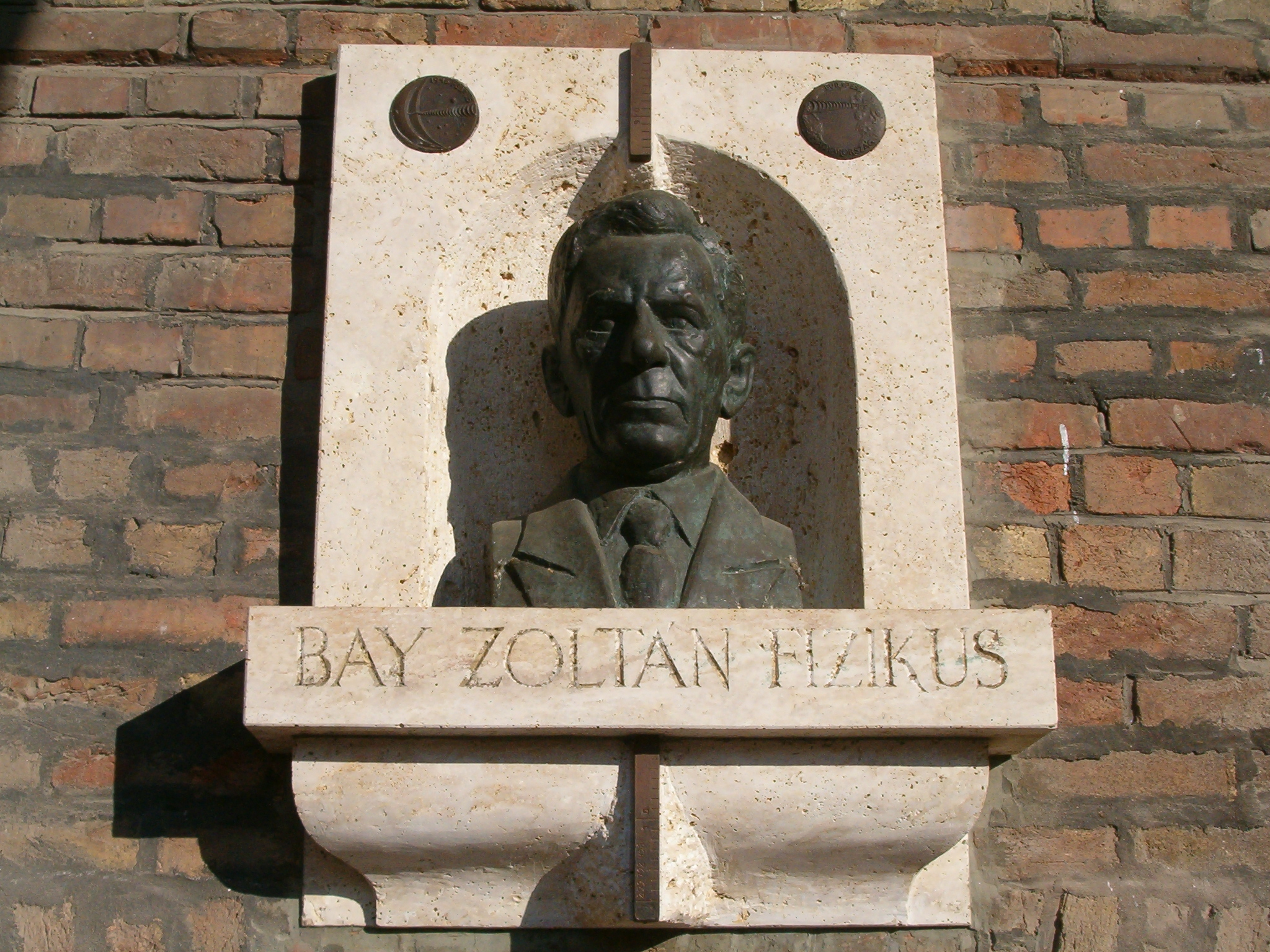
Bay Zoltán Lajos fizikus szobra (Tóth Sándor alkotása)

- Banner János
- Bartucz Lajos
- Bálint Sándor
- Becsei József
- Bruckner Győző
- Csatári Bálint
- Csetri Lajos
- Fodor Géza
- Fröhlich Pál
- Gerecs Árpád
- Greguss Pál
- Kalmár László
- Kiss Árpád
- Koch Sándor
- Kolosváry Gábor
- Koltay-Kastner Jenő
- Kovács István
- Martonyi János
- Mészöly Gedeon
- Rédei László
- Szauder József
- Szőkefalvi Nagy Gyula
- Szőkefalvi-Nagy Béla
- Trencsényi-Waldapfel Imre
- Wittman Tibor
- Zolnai Béla

### További személyek
- Anderle Ádám (1943–2016) történész
- Anderléné Sajti Enikő (1944–) történész
- Bajmócy Péter (1973–) geográfus
- Balázs Mihály (1948-) irodalomtörténész
- Balogh Elemér (1958-) jogtörténész, alkotmánybíró
- Bartók Mihály (1933–) vegyész, dékán, MTA tagja
- Barczi Erzsébet (1960–2012), az SZTE Eötvös Loránd Kollégium tanára
- Bay Zoltán Lajos (1900–1992) fizikus
- Bernáth Árpád (1941-) germanista, filológus
- Berta Árpád (1951–2008) nyelvész, turkológus
- Bibó István (1911–1979) politológus, gondolkodó
- Bor Zsolt (1949–) fizikus, MTA tagja
- Bónis György (1914–1985) jogtörténész
- Buza László (1885–1969) nemzetközi jogász
- Csákány Béla (1932-2022) matematikus, rektor
- Csapó Benő (1953-2023) Prima Primissima díjas neveléstudományi kutató
- Csernus Sándor (1950–) történész, dékán
- Csetri Lajos (1928-2001) irodalomtörténész
- Csirik János (1946-) programtervező matematikus, rektor, helyettes államtitkár
- Csordás László (1963–) geográfus
- Czutor Zoltán (1969–) énekes, zenész (zenekarok: Nyers, Belmondo)
- Csörgő Sándor (1947–2008) matematikus, az MTA tagja
- Fábián Tamás (1958–2012) geográfus, merénylet áldozata lett Etiópiában
- Fodor Gábor (1915–2000) kémikus
- Gábor Miklós (1918–2018) farmakológus
- Gönczi Pál ( – ) gazdasági igazgató
- Hegyi Péter (1972-) gasztroenterológus, kutatóorvos
- Janics Natasa (1982–) olimpiai bajnok kajakos
- Jancsó Miklós (1903–1966) farmakológus
- Joób Márton (1982–) világbajnok kenus
- József Attila (1905–1937) költő
- Juhász Gyula (1883–1937) költő
- Karikó Katalin (1955–) mikrobiológus, Nobel-díjas, az MTA tiszt. tagja
- Kemény Lajos (1959–) orvos, dermatológus professzor, az SZTE rektorhelyettese, MTA lev. tagja
- Kerese István (1911–1981) biokémikus, gyógyszerész, fehérjeanalitikus
- Kenesei István (1947-) nyelvész, az MTA lev. tagja
- Keveházi Katalin (1957-) könyvtáros
- Kiss Tímea (1971–) geográfus, geomorfológus
- Klemm Antal (1883–1963) nyelvész, finnugrista
- Koi Gyula (1977-) államtudós, közigazgatási jogász, kutató
- Környey István (1901–1988) orvos, ideggyógyász
- Kovács Zoltán (1960–) geográfus
- Kristó Gyula (1939–2004) történész, medievista, az MTA tagja
- Laky Dezső (1887–1962) statisztikus, gazdaságpolitikus, az MTA tagja
- Mader Béla (1941-) könyvtáros
- Makk Ferenc (1940) történész, medievista
- Maróti Egon (1927-2012) ókortörténész, klasszika-filológus
- ifj. Martonyi János (1944–) jogász, politikus (nemzetközi magánjog és nemzetközi gazdasági kapcsolatok joga)
- Monok István (1956-) művelődéstörténész, könyvtáros
- Nagy Károly (1932–2001) jogász
- Németh T. Enikő (1964-) nyelvész, MTA lev. tagja
- Osztás Anett (1977–) régész
- Pál-Molnár Elemér (1964–) geológus
- Péter László (1926-2019) irodalomtörténész, folklorista, nyelvész
- Pólay Elemér (1915–1988) jogász (római jog)
- Purjesz Béla ( 1884–1959 ) orvos, rektor
- Radnóti Miklós (1909–1944) költő
- Radó Tibor (1895–1965) matematikus
- Róna-Tas András (1931–) nyelvész, turkológus, az MTA tagja
- Rosztóczy András (1967–) kutató orvos, gasztroenterológus
- Rosztóczy István (1942–1993) kutató orvos, mikrobiológus
- Schneller Károly (1893–1953) jogász, statisztikus, dékán
- Schultheisz Emil (1899–1983) jogász
- Straub F. Brunó (1914–1996) biokémikus, MTA tagja
- Sümegi Pál (1960-) geológus
- Szabad Gábor (1973–2012) bőrgyógyász, merénylet áldozata lett Etiópiában
- Szabó Gábor (1954-) fizikus, rektor, MTA tagja
- Szabó József (1909–1992) alkotmányjogász
- Szajbély Mihály (1952-) irodalomtörténész
- Szádeczky-Kardoss Samu (1918-2004) ókortörténész, klasszika-filológus
- Szádeczky-Kardoss Lajos (1859-1935) történész, az MTA tagja
- Szilasi László (1964-) irodalomtörténész, író
- Szerb Antal (1901–1945), író, irodalomtörténész
- Szondi Ildikó (Hekáné) (1955–) társadalomstatisztikus, önkormányzati képviselő
- Szőnyi György Endre (1952-) irodalom- és művelődéstörténész
- Tokaji Géza (1926–1996) büntetőjogász
- Toró Tibor (1931–2010) fizikus
- Tömörkény István (1866–1917) író
- Vajda Attila (1983–) olimpiai bajnok kenus
- Varró Vince (1921–) belgyógyász

## Híres hallgatói
- Karikó Katalin: Nobel-díjas (2023) kutatóbiológus, biokémikus, a szintetikus mRNS alapú vakcinák technológiájának szabadalmaztatója.
- Kiss Tamás: molekuláris biológia, ő fedezte fel az mRNS módosításának mechanizmusát a sejtekben.
- Polyák Kornélia: rákkutató, a SZOTE hallgatója volt 1985 és 1991 között. 2022-ben választották meg a NAS (National Academy of Sciences) tagjává.[39]

## Képgaléria

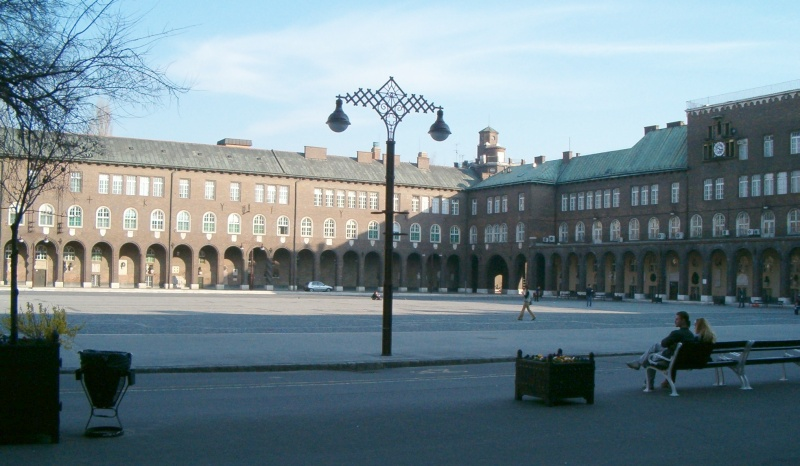
Dóm tér és a Pantheon, az U alakú épülettel körülölelt tér 12 000 m² területű
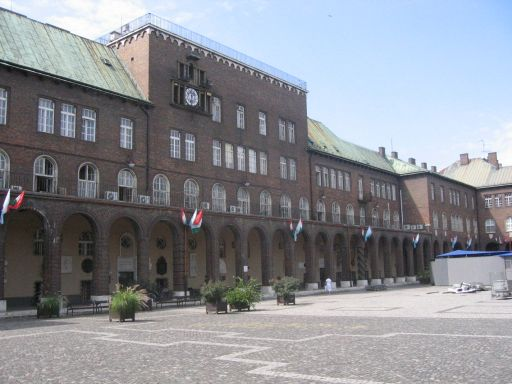
Az egyetemépület déli homlokzatán látható a középkori egyetemek jelképe a zenélő óra, Csuri Ferenc szegedi órásmester műve (1935)
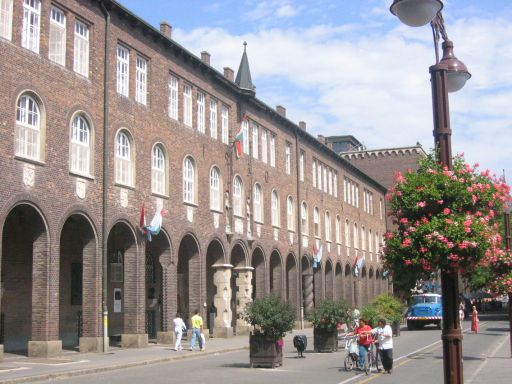
A falakon látható domborműveket Ohmann Béla készítette
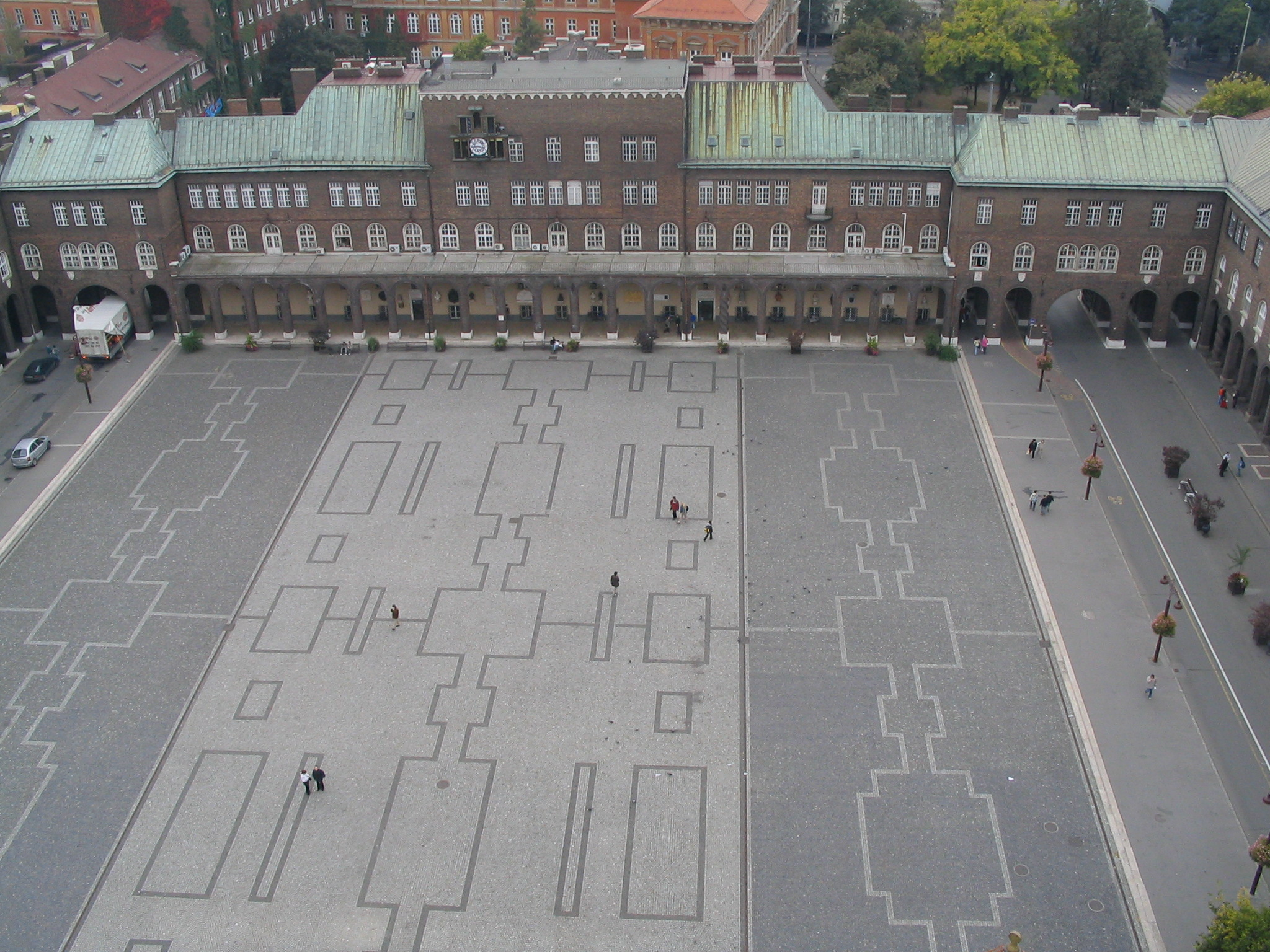
Dóm tér madártávlatból
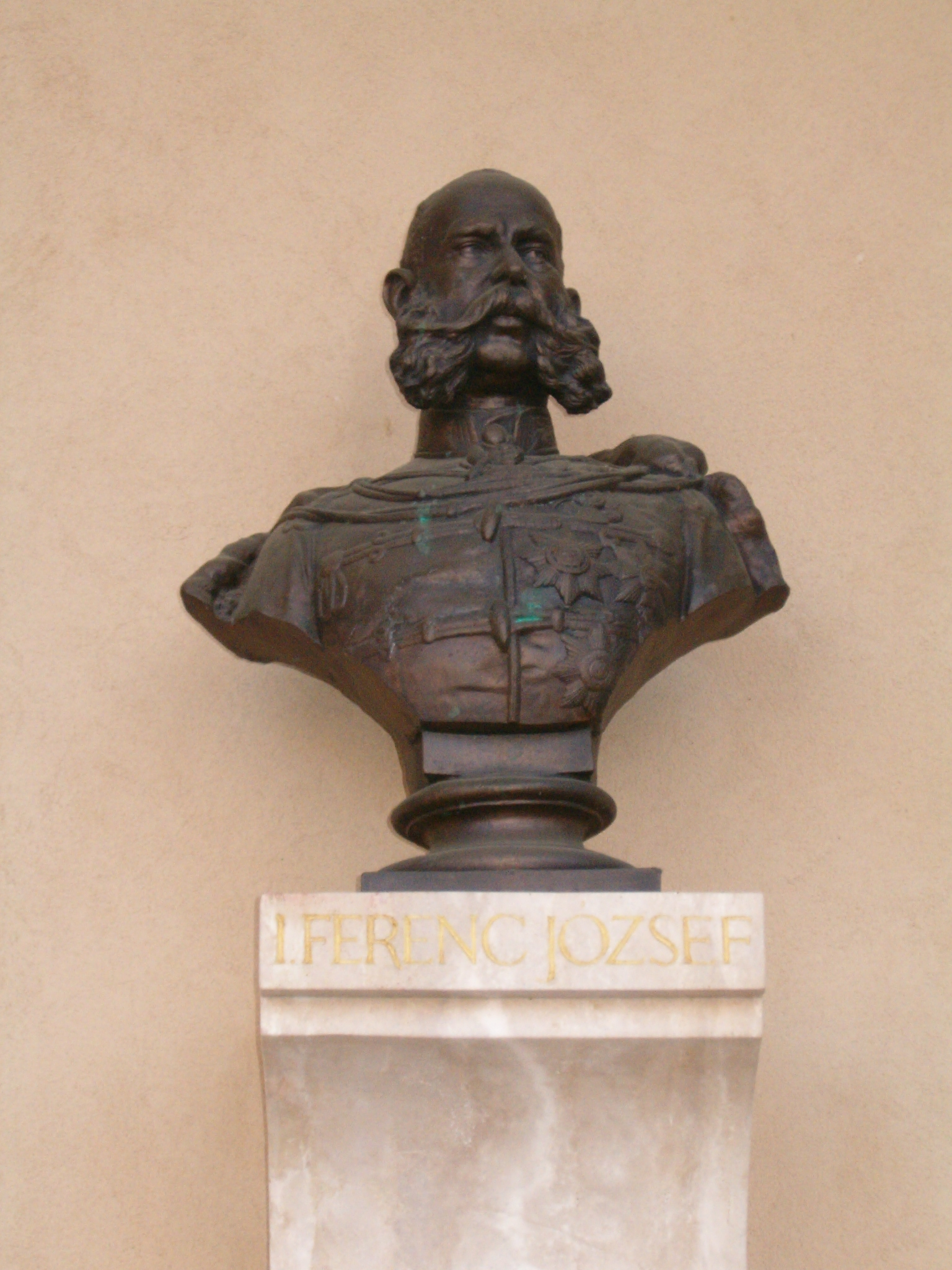
Ferenc József, az egyetem alapítója a Pantheonban
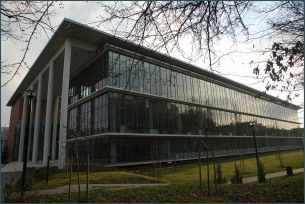
A József Attila Tanulmányi és Információs Központ elölről (SZTE, Szeged)
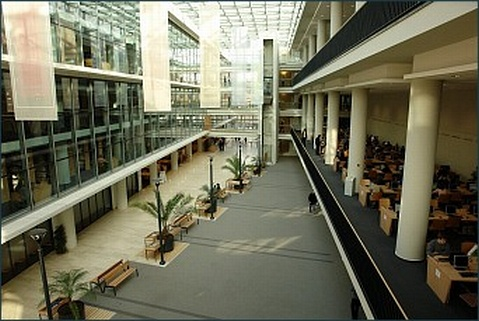
A József Attila Tanulmányi és Információs Központ átriuma
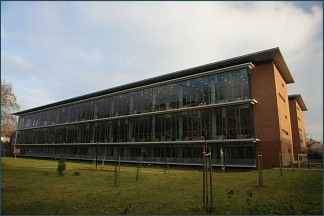
A József Attila Tanulmányi és Információs Központ a BTK felől
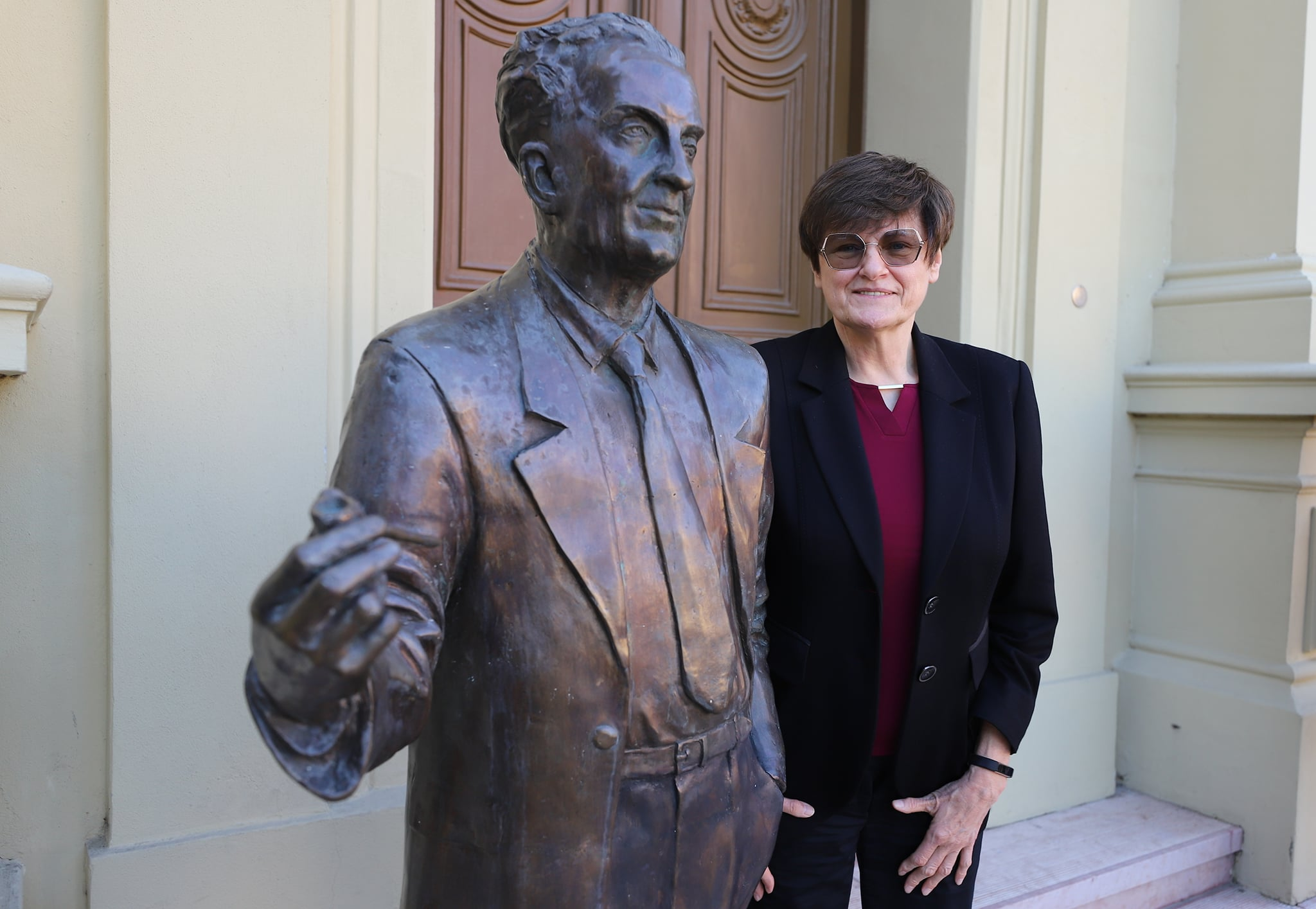
Karikó Katalin 2021-ben, alma materébe látogatott

### Egyetemi lapok
- A Szegedi Tudományegyetem honlapja
- Az SZTE Klebelsberg Könyvtár honlapja

### Ranglisták
- Academic Ranking of World Universities (A világ egyetemeinek rangsorolása a Shanghai Jiao Tong Egyetem szerint)

### Egyéb
- Szegedi Tudományegyetem.lap.hu – linkgyűjtemény